# Phyllodoce tubicola
Phyllodoce tubicola är en ringmaskart som beskrevs av Francis Day 1963. Phyllodoce tubicola ingår i släktet Phyllodoce och familjen Phyllodocidae. Inga underarter finns listade i Catalogue of Life.